# Вусач ялиновий малий
Вуса́ч яли́новий мали́й (лат. Monochamus sutor Linnaeus, 1758 = Cerambyx anglicus Voet, 1778 = Cerambyx atomarius DeGeer, 1775 = Lamia heinrothi Caderhjielm, 1798 = Monohammus obscurior Abeille de Perrin, 1869) — вид жуків з родини вусачів.

## Хорологія
Хорологічно M. sutor — це бореально-альпійський вид, що належить до європейсько-сибірського зооґеографічного комплексу. Ареал охоплює Європу, Кавказ та Росію. В Карпатському Єврорегіоні України є звичайним, іноді масовим видом, зустрічається переважно в гірських районах.

## Екологія
Прив'язаний до місцезростань смереки європейської, а також в околицях деревопереробних комбінатів, куди завозиться з деревиною. Трапляється на зрубах та вітровалах у великих кількостях, де спарюється і відкладає яйця, а також живиться хвоєю та лубом дерев. Літ триває з червня по вересень. Личинка розвивається в деревині смереки, дуже рідко ялиці, а в Північній Європі ще й сосни.

## Морфологія

### Імаго
Надкрила характеризуються циліндричною формою без чітко виражених звужень до вершини, тіло — валькувате. Надкрила вкриті дуже дрібними округлими волосяними плямками, особливо у самок. Щиток цілком розділений голою смугою навпіл. Вусики самця у 2,5, а самок — у 1,5 рази довші за тіло. Довжина тіла коливається в межах 14-28 мм.

### Личинка
У личинки з кожної сторони голови по 1 вічку. Вусики 3-членикові. Ментум відокремлений від субментуму. Основна частина пронотуму покрита мікроскопічними шипиками. Черевні мозолі в ґранулах, розташованих на дорзальній стороні в 4, а на вентральній — в 2 ряди. Анальний отвір трьохпроменевий, з укороченим нижнім променем.

## Життєвий цикл
Розвиток триває 2 роки.

## Підвиди
- Підвид Monochamus sutor pellio Germar, 1818
- Підвид Monochamus sutor sutor (Linnaeus, 1758)